# Roumy
Roumy (Egyptisch-Arabisch: جبنة رومي) is een Egyptische harde kaas gemaakt van koemelk, buffelmelk of een mix van koemelk en buffelmelk, soms worden er peperkorrels aan toegevoegd. De kaas rijpt drie tot vier maanden, waarna het een sterke geur krijgt. Roumy is verwant aan Manchego, Pecorino Romano en kefalotiri.